# Theloderma horridum
Theloderma horridum és una espècie de granota que es troba a Indonèsia, Malàisia, Singapur i Tailàndia.
Es troba sota perill d'extinció per la pèrdua del seu hàbitat natural.